# رينيه دنكور
رينيه دنكور هي أول ملكة جمال في تاريخ العراق توجت باللقب في عام 1947 ولدت في ديسمبر 1925 ونشأت في بغداد من عائلة يهودية، توفيت في عام 9 يوليو 2008 في لندن.

## حياتها
ولدت رينيه دنكور في ديسمبر 1925 في شانغهاي، الصين ونشأت في بغداد وأقامت في لندن، والدها كان من أشهر أطباء بغداد وهو من يهود العراق.
وكانت عائلتها من العوائل اليهودية العريقة في بغداد، فكان جدهم أحد حاخامات يهود بغداد، ساهمت عائلتها في تجارة الورق والطباعة في العراق مما ساعدَ على إنتاج ثقافة صحافية هي الأرقى في تاريخ العراق، وتأسست مطبعة دنكور عام 1904 من قبل الياهو دنكور وهي من أقدم المطابع الأهلية في العراق التي اشتهرت في العراق وأصدرت الكثير من الكتب المهمة.

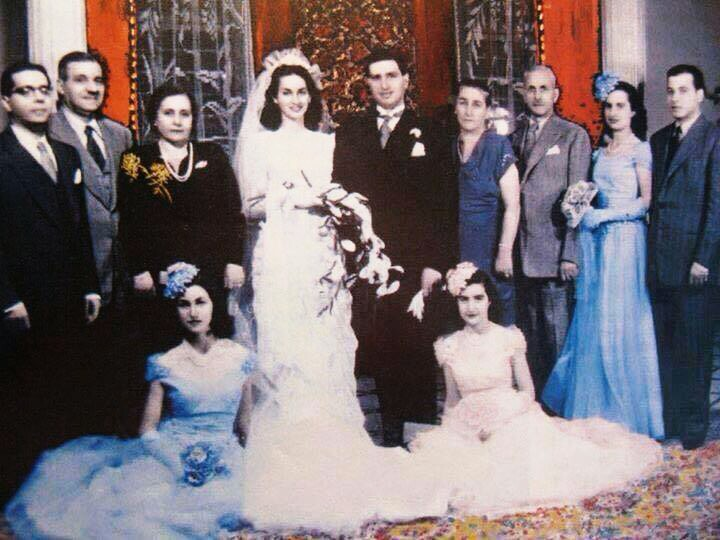
حفل زفاف رينيه دنكور من ابن عمها نعيم دنكور

فازت رينيه دنكور بلقب ملكة جمال بغداد في تاريخ 31 ديسمبر 1946 وتم تنظيم حفل تتويجها في نادي الطيران العراقي، وفي 1947 توجت بلقب ملكة جمال العراق وكان عمرها آنذاك 21 سنة، تزوجت في نوفمبر 1947 بعد فوزها باللقب من ابن عمها الدكتور نعيم دنكور الذي أسس أول معمل لمشروب الكوكاكولا في العراق. وأنجبت منه أربع أولاد. وغادرت أسرتها العراق عام 1968 ورفضت الهجرة إلى إسرائيل وأستقرت في لندن. وأصبح زوجها نعيم دنكور شخصية معروفة مهتمة في الشؤون الثقافية والتاريخية والعلمية ولذلك منحته ملكة بريطانيا اليزابيث الثانية لقب «سير Sir» وذلك إكراماً لنشاطه الاستثنائي في مشاريعه الخيرية والثقافية والصحية والدينية والتفاهم بين الأديان، وتوفي في عام 2015. أما رينيه دنكور فقد توفيت عام 9 يوليو، 2008 أثر إصابتها بسرطان الثدي.

## وصلات خارجية
الموقع الرسمي